# ゴーグルエース
ゴーグルエース(Goggle-A)は日本のロックバンド。1960年代のエレキやロックンロールをルーツにした楽曲が特徴。

## メンバー
- カマチガク (Vo./Gt.)...1975年11月6日生 兵庫県神戸市出身
- U-1エース (Gt.)...1975年11月21日生 京都府舞鶴市出身
- エミーリー (Dr.)...1981年12月31日生 神奈川県横浜市出身

旧メンバー
- ムーチョ川村 (Ba.)
- ノリコ・オリーヴ (Ba.)
- エリ・ザ・スクリーミング (Dr.)
- Naoto T.D.(Ba.)

## 略歴
- 1994年5月 信州大学で出会ったメンバーが、前身となるバンドを長野県松本市で結成。
- 1998年8月 ゴーグルエースとして本格的に活動をスタート。
- 1999年10月 マキシシングル「GOLDEN ALLIGATOR」(Knockers Records/Sony Records)でデビュー。
- 2000年12月 1stアルバム「太陽ピチガイ」(K.O.G.A-119)をK.O.G.A Recordsより発売。
- 2001年8月 2ndアルバム「セコハン・ラヴ」(K.O.G.A-135)をK.O.G.A Recordsより発売。
- 2002年7月 3rdアルバム「東京エレキッド」(K.O.G.A-150)をK.O.G.A Recordsより発売。
- 2003年5月 舞台「陣内孝次郎の肖像」に出演(後藤ひろひと作・陣内孝則プロデュース)。
- 2003年6月 初のヨーロッパツアー(ドイツ、スイス、イタリア、オーストリアの全4カ国14本)。
- 2003年7月 4thアルバム「デンデケ・ロック・コンボ」(SZNM-1001)をサザナミ・レーベルより発売。
- 2003年7月 全国47都道府県でのライヴを達成。
- 2003年9月 映画「ROCKERS」に出演(陣内孝則初監督作品)、サントラ盤(コロムビアミュージックエンタテインメント（株）/トライアド/COCP-50741)にも参加。
- 2003年11月 初のアメリカツアー(ロサンゼルス、アトランタ、ニューヨークなど計12本)決行。
- 2004年3月 ベースのムーチョ川村が脱退。
- 2004年6月 二度目のヨーロッパツアー(ドイツ・イタリア・スイス・チェコ・オランダ)全20本。
- 2004年3月 ベースにノリコ・オリーヴが加入。
- 2005年9月 5thアルバム「ビックリ　ギョーテン　ウチョーテン」(SZNM-1014)をサザナミ・レーベルより発売。
- 2006年12月 ベースのノリコ・オリーヴが脱退。
- 2007年4月 ベースレスでの3ピーススタイルやサポートメンバーを加えての活動を開始。
- 2007年12月 ドラムのエリ・ザ・スクリーミングが引退。
- 2008年9月 初のメキシコツアー(計6公演)を決行。
- 2010年4月 ベースにNaoto T.D.、ドラムにエミーリーが正式加入。
- 2010年11月 6thアルバム「セッション野郎」(XQGX-1006)をサザナミ・レーベルより発売。
- 2010年11月 初の中国・上海ライブを(計3公演)を決行。
- 2012年6月 コニー(ex. ザ・ヴィーナス)との新プロジェクトが始動。
- 2013年7月 ベースのNaoto T.D.がサザナミレーベル10周年イベント(新宿LOFT)を持って脱退。
- 2013年7月 ミニアルバム「サヨナラ・サマー・フーテナニー」(SZNM-1050)をサザナミ・レーベルより発売。
- 2013年12月 「サヨナラ・サマー・フーテナニー」10インチのアナログ盤でGreen Cookie Records（ギリシャ）より発売。
- 2014年2月 初のベトナムライブを(計3公演)を決行。

## ディスコグラフィー

### アルバム
- 太陽ピチガイ (2000年  K.O.G.A. Records K.O.G.A-119)
- セコハン・ラヴ (2001年  K.O.G.A. Records K.O.G.A-135)
- 東京エレキッド (2002年  K.O.G.A. Records K.O.G.A-150)
- デンデケ・ロック・コンボ (2003年 サザナミ・レーベル SZNM-1001)
- ビックリ ギョーテン ウチョーテン (2005年 サザナミ・レーベル SZNM-1014)
- セッション野郎 (2010年 サザナミ・レーベル XQGX-1006)
- ゴーゴーガールとツイストボーイ (2012年 サザナミ・レーベル XQGX-1010) ※コニーwithゴーグエース名義
- サヨナラ・サマー・フーテナニー (2013年 サザナミ・レーベル SZNM-1050)
- サヨナラ・サマー・フーテナニー(10インチアナログ) (2013年 Green Cookie Records GC038)

### シングル
- ゴールデンアリゲーター (1999年 KNOCKERS Records KXCK1009) ※廃盤
- I DOVE YOU (2001年 TINSTAR RECORDS MSRTIN-037) 7 inch
- THE WOGGLES VS GOGGLE-A (2003年 bloodred VINYL&DISCS(USA) BRS-7008) スプリット7 inch
- 恋のドクター/ミスター・ツイスター (2004年 サザナミ・レーベル SZNM-1005) 7 inch

### 映像
- ゴーグルエース in ヨーロッパ (2003年 サザナミ・レーベル SZNM-1002) DVD
- Live at CBGB's, NYC (2004年 サザナミ・レーベル SZNM-1004) VHS
- ゴーグルエース in MEXICO (2008年 自主/ライブ会場限定)※廃盤

### コンピレーション
- 田中康夫トリビュート Ya'ssy a GO GO! (2001年 自主)
- 新宿ビーチパーティー(2001年 徳間ジャパン TKCF-77092) ※ライブ盤
- エレキ若大将 2002!!! (2002年 One Million Dollar Record (Germany) OMD-055)
- ROCKERS Original Sound Tracks(2003年 トライアド COCP－50714)
- Wild Sazanami Beat! vol.1(2004年 サザナミ・レーベル SZNM-1003)
- ネオンホールマウンテン'04(2004年 ペルペトゥームレコーズ PPTM-004)
- Wild Sazanami Beat! vol.2(2005年 サザナミ・レーベル SZNM-1007)
- Just Go Destroy Everything In Sight!(2005年 Dionysus Records(USA) 1233114)
- Wild Sazanami Beat! vol.3(2006年 サザナミ・レーベル SZNM-1015)
- 雪朝蛍夜tracks(2006年 サザナミ・レーベル SZNM-1020)
- Wild Sazanami Beat! vol.4(2007年 サザナミ・レーベル SZNM-1021)
- Niagara AUTUMN & WINTER ～Niagara Cover Special～(2007年 NMNLレコーズ TOWER-1015)
- Girls Sazanami Beat! vol.1(2008年 サザナミ・レーベル SZNM-1025)
- Wild Sazanami Beat! vol.5(2010年 サザナミ・レーベル SZNM-1034)
- Girls Sazanami Beat! vol.4(2011年 サザナミ・レーベル SZNM-1042)
- Girls Sazanami Beat! vol.5(2013年 サザナミ・レーベル SZNM-1047) ※コニーwithゴーグエース名義